# Family
Family a fost o trupă engleză de rock formată la sfârșitul lui 1966 și desființată în octombrie 1973, formată din John "Charlie" Whitney, Jim King, Rob Townsend, Ric Grech și Roger Chapman. Stilul lor a fost caracterizat ca fiind rock progresiv cu toate că explorau și alte genuri, adoptând și elemente de folk, psihedelia, acid, jazz fusion sau rock 'n' roll. Formația nu a avut un foarte mare succes în Statele Unite însă au fost apreciați în Regatul Unit, unde au participat și la câteva festivaluri.
Schimbările de componanță din sânul grupului au dus la o diversitate a soundului trupei de la album la album .

## Discografie

### Albume de studio
- Music in a Doll's House (1968)
- Family Entertainment (1969)
- A Song for Me (1970)
- Anyway (1970)
- Fearless (1971)
- Bandstand (1972)
- It's Only a Movie (1973)